# Корольков, Евгений Викторович
Евге́ний Ви́кторович Королько́в (9 октября 1930, Москва — 23 декабря 2014, Сергиев Посад, Московская область) — советский гимнаст, олимпийский чемпион 1952 года в командном первенстве и серебряный призёр в упражнениях на коне. В 1954 году стал чемпионом мира в командном первенстве, а также серебряным призёром в упражнениях на кольцах.
Умер в 2014 году. Урна с прахом захоронена в колумбарии на Донском кладбище. На могиле указана неверная дата рождения — 9 сентября вместо 9 октября.

## Достижения
- Заслуженный мастер спорта СССР 1952

## Награды
- Орден «Знак Почёта» (27.04.1957) — «за успехи, достигнутые в деле развития массового физкультурного движения в стране, повышения мастерства советских спортсменов, и успешное выступление на международных соревнованиях»